# Boris Sjeremetev
Boris Petrovitj Sjeremetev (ryska: Борис Петрович Шереметев;), född 25 april 1652, död 17 februari 1719, var en rysk militär. Han blev fältmarskalk 1702.

## Biografi
I sin ungdom var Sjeremetev page hos tsar Aleksej Michajlovitj av Ryssland. Senare deltog han bland andra med Mazepa i kriget mot osmanerna under 1690-talet. Han var med den ryska armén i anfallet mot Narva 1700 vid utbrottet av Stora nordiska kriget, men drevs tillbaka från Estland av Karl XII. Därefter blev han befälhavare för de ryska styrkorna i de baltiska provinserna. Sjeremetev blev sedan slagen av Schlippenbach vid Rauge 1701, men segrade senare samma år vid Errastfer efter vilket han blev fältmarskalk. Därefter erövrade han fästningarna Nöteborg och Nyenskans 1703, vilket möjliggjorde grundläggandet av staden Sankt Petersburg, och de betydelsefulla baltiska städerna Dorpat och Narva 1704. År 1705 sändes han till Astrachan där han framgångsrikt slog ner ett uppror.
Senare under Stora nordiska kriget drabbade Sjeremetev samman med den svenske generalen Lewenhaupt, som besegrade honom vid Gemäuerthof 1705, och led nederlag också mot Karl XII vid Holowczyn 1708. I slaget vid Lesnaja  (Lesna) den 29 september 1708 tillintetgjorde tsar Peter I och Sjeremetev en underhållskolonn under Lewenhaupt, vilket möjligen kom att försvaga den svenska huvudarmén. Vid Poltava 1709 förde han närmast under tsaren befälet över den ryska armén.
Därefter stred han mot Osmanska riket 1711, där han blev omringad vid floden Prut. Han blev senare generalguvernör i Lillryssland. Trots att han sympatiserade med Peter den stores bemödanden att modernisera Ryssland, kom han aldrig att stå tsaren nära.